# 1991 RW23
1991 RW23 är en asteroid i huvudbältet som upptäcktes den 11 september 1991 av den amerikanske astronomen Henry E. Holt vid Palomarobservatoriet.
Asteroiden har en diameter på ungefär 12 kilometer och den tillhör asteroidgruppen Hoffmeister.